# São Pedro em Montorio (título cardinalício)
O Título cardinalício de São Pedro em Montorio foi instituido pelo Papa Sisto V em 1587. Sua igreja titular é San Pietro in Montorio.

## Sede
Desde o século IX, existia uma capela no lugar. Quando, em 1472, Sisto IV confiou a igreja à congregação espanhola dos amadeitas, estes, ajudados pelos soberanos da Espanha, procederam a uma nova construção, de acordo com o projeto de Baccio Pontelli e Meo del Caprino.
O interior, com uma única nave, tem afrescos de Sebastiano del Piombo (A Flagelação, a Ascensão e os Profetas, de 1518), de Pomarancio e de Peruzzi, na segunda capela, e de Vasari, na quarta. Em 1503, Bramante foi encarregado da construção do famoso "Templinho", ligado à lembrança do martírio do santo.
A planta circular, com formato de uma cela circundada por um corredor com 16 colunas de granito, uma cornija superior e uma pequena cúpula com o tambor movimentado por nichos retangulares ou semi-curvos, produz um efeito harmônico e monumental, não obstante as suas pequenas dimensões. Pelas formas clássicas e as perfeitas proporções é vista como um símbolo da síntese entre a Roma antiga e a cristã.

## Titulares protetores
- Costanzo da Sarnano (ou da Sarnano, ou Buttafoco), O.F.M.Conv. (1587-1595)
- Guido Pepoli (1596-1599)
- Domenico Toschi (1599-1604) e (1610-1620
- Anselmo Marzato, O.F.M.Cap. (1604-1607)
- Maffeo Barberini (1607-1610) Eleito Papa Urbano VIII em 1623
- Cesare Gherardi (1621-1623)
- Giovanni Doria (1623-1642)
- Gil Carrillo de Albornoz (1643-1649)
- Camillo Astalli-Pamphili (1650-1663)
- Celio Piccolomini (1664-1681)
- Marco Galli (1681-1683)
- Leandro Colloredo, C.O. (1686-1689)
- Johannes von Goes (o Goës) (1689-1696)
- Domenico Maria Corsi (1696-1697)
- Baldassare Cenci (1697-1709)
- Antonio Francesco Sanvitale (1709-1714)
- Bernardino Scotti (1716-1726)
- Marco Antonio Ansidei (1728-1729)
- Francesco Scipione Maria Borghese (1729-1732)
- Vincenzo Bichi (1732-1737)
- Joseph Dominicus von Lamberg (1740-1761)
- Vacante (1761-1782)
- Leopold Ernst von Firmian (1782-1783)
- Vacante (1783-1819)
- Rodolfo de Habsburgo-Lorena (1819-1831)
- Vacante (1831-1839)
- Antonio Tosti (1839-1866)
- Paul Cullen (1866-1878)
- Francisco de Paula Benavides e Navarrete, O.S. (1879-1895)
- Ciriaco María Sancha y Hervás (1895-1909)
- Enrique Almaraz y Santos (1911-1922)
- Enrique Reig y Casanova (1922-1927)
- Felix-Raymond-Marie Rouleau, O.P. (1927-1931)
- Isidro Gomá y Tomás (1935-1940)
- Enrique Pla y Deniel (1946-1968)
- Arturo Tabera Araoz, C.M.F. (1969-1975)
- Aloísio Lorscheider, O.F.M. (1976-2007)
- James Francis Stafford, (2008-atual)